# Hotel Normandie
El Normandie és un hotel localitzat a San Juan, Puerto Rico, inaugurat el 10 d'octubre de 1942. El seu disseny esta inspirat en el transatlàntic francès SS Normandie amb el mateix disseny art déco i el senyal del sostre de l'hotel és un dels dos signes que van adornar la coberta superior del Normandie. És un exemple del anomenat estil d'arquitectura Streamline Moderne (estil aerodinàmic).

## Història
L'hotel Normandie fou una idea de l'enginyer porto-riqueny Félix Benítez Rexach. L'enginyer va conèixer la seva futura muller francesa Luccienne Suzanne Dhotelle, coneguda com a Moineau, mentre viatjaba a bord del SS Normandie i com a tribut a ella va construir una estructura que va imitar el luxós enquadrament del transatlàntic. Dissenyat per l'arquitecte Raúl Reichard (1908-1996), l'hotel va començar la seva construcció el 1938. L'hotel exterior va ser dissenyat per assemblar-se a un liner de luxe, allargat i corbat al davant, amb finestres amb forma de portal i llums. A l'interior, l'hotel es caracteritza pel seu disseny art deco, completat amb detalls romans, egipcis i francesos, sostres alts, i els passadissos que miren avall a un pati de llum central.
Després de ser tancat i abandonat en la dècada de 1960, l'hotel va ser restaurat a principis dels anys 1990. El 1998 va experimentar una important renovació pel dany ocasionat per l'huracà Georges. Després va estar operatiu fins al 2004, quan es van tornar a renovar fins a principis del 2005, quan, amb 173 habitacions, es va reobrir però va tornar a tancar el 2009.
L'hotel Normandie va ser afegit al Registre Nacional de Llocs Històrics el 1980.

## Descripció
Edifici de planta triangular amb vèrtexs arrodonits i set pisos organitzats al voltant d'un pati interior i un soterrani. El vestíbul és petit i era on es localitzaba el restaurant. En el primer pis hi havia una piscina, àrees comercials, magatzems, el vestíbul principal i una entrada posterior. Del segon al cinquè pis es troben les habitacions, amb escales i ascensors a les cantonades nord-est i sud-est. En el sisè pis es trobava un saló de ball conegut com a «Salon de Oro» i un saló de banquets conegut com a «Salón de Plata». També en aquest pis hi havia un menjador amb cuina i un saló gran que va ser utilitzat com a casino. El setè pis albergava àmplies habitacions, una cuina i un menjador. Al soterrani es trobaven les sales de màquines.